# Frank Vollertsen
Frank Vollertsen (* 13. August 1958 in Essen) ist ein deutscher Werkstoffwissenschaftler.
Vollertsen studierte von 1980 bis 1986 Werkstoffwissenschaften an der Friedrich-Alexander-Universität Erlangen-Nürnberg, an der er 1990 promoviert wurde. Thema der Dissertation war die pulvermetallurgische Verarbeitung eines übereutektoiden verschleißfesten Stahls. 1996 habilitierte er sich über lasergestützte Formgebung und Laserstrahlumformen. 1998 wurde er ordentlicher Professor  für umformende und spanende Fertigungstechnik  an der Universität Paderborn. Von 2003 bis zum Ruhestand 2021 war er Professor an der Universität Bremen, wo er Leiter des Bremer Instituts für Angewandte Strahltechnik (BIAS) war.
2007 war er Gastprofessor an der Shanghai Jiao Tong Universität.
Vollertsen befasste sich besonders mit Umformtechnik mithilfe von Lasern.

## Auszeichnungen
- 1997: Wolfgang-Finkelnburg-Habilitationspreis[1]
- 2002: den Gottfried-Wilhelm-Leibniz-Preis[2]
- 2016: Knight of Laser Technology[3]